# Nell Campbell
Laura Elizabeth "Little Nell" Campbell (24 de mayo de 1953) es una actriz y cantante australiana. Es reconocida por interpretar a Columbia en la película de culto The Rocky Horror Show y por su canción "Do the Swim". Interpretó además a una groupie en la película Pink Floyd-The Wall de 1981. Otros de sus créditos en cine incluyen Jubilee (1977), Shock Treatment (1981), Great Expectations (1988) y The Intern (2000).

## Discografía
Sencillos / EPs
- "Stillettos and Lipstick" / "Do the Swim" (A&M, 1975)
- "See You Round like a Record" / "Dance that Cocktail Latin Way" (A&M, 1976)
- "Fever" / "Do the Swim" (A&M, 1976)
- The Musical World of Little Nell (A&M, 1978)
- "Fever" / "See You Round like a Record" (relanzamiento) (A&M, 1978)
- "Beauty Queen" (Pre Records, 1980)

## Filmografía
- 1974: Barry McKenzie Holds His Own como Nerida Brealey
- 1975: The Rocky Horror Picture Show como Columbia
- 1975: Lisztomania como Olga
- 1975: Alfie Darling como Invitada a la fiesta
- 1976 Sebastiane como Invitada del Emperador
- 1977: Jubilee como Crabs
- 1977: Journey Among Women como Meg
- 1978: Summer of Secrets como Kym
- 1981: Shock Treatment como Enfermera Ansalong
- 1981: Pink Floyd – The Wall como una Groupie.
- 1984: Every Home Should Have One como Amy Benton
- 1984: The Killing Fields como Beth
- 1985: I Wanna Be a Beauty Queen
- 1998: Great Expectations como Erica Thrall
- 1999: Joe Gould's Secret como Tamara
- 2000: The Intern
- 2013: The Last Impresario como ella misma